# Sergi Aubanell
Sergi Aubanell ( 4 de septiembre de 1989) es un exjugador español de rugby  que se desempeñaba como zaguero y ala. Fue internacional absoluto con la selección de rugby de España. 

## Trayectoria
Comenzó a jugar al rugby en su Cataluña natal, junto a su hermano Gerard Aubanell. En 2010, dejó la UE Santboiana para enrolarse en el centro de formación del club francés ASM Clermont Auvergne.
En 2012 hizo su debut en la Pro D2 con el Stade Aurillacois, equipo en el que permanecería por cuatro años. 
Para la temporada 2016-2017 se incorporó al Stade Dijonnais de la Fédérale 1. Posteriormente jugó en el ASVEL Rugby, US Bergerac, US Issoire y finalmente, para el Groupe Sportif Figeac, donde finalizaría su carrera como jugador de rugby en 2022.

## Selección
El 5 de junio de 2010, se produjo su debut con la selección de España en un test match disputado en Valladolid frente a Japón. A lo largo de su carrera sumó 21 internacionalidades con España, anotando 50 puntos. También fue internacional con la selección de rugby 7 de España, con la que disputó la Serie Mundial de Rugby 7 en la temporada 2012-2013.